# Liste der Kulturdenkmäler in Langenscheid
In der Liste der Kulturdenkmäler in Langenscheid sind alle Kulturdenkmäler der rheinland-pfälzischen Ortsgemeinde Langenscheid aufgeführt. Grundlage ist die Denkmalliste des Landes Rheinland-Pfalz (Stand: 8. Dezember 2023).

## Einzeldenkmäler
| Bezeichnung         | Lage                                          | Baujahr                  | Beschreibung | Bild                           |
| ------------------- | --------------------------------------------- | ------------------------ | --- | ------------------------------ |
| Wohnhaus            | Eugenstraße 3 Lage                            | 17. oder 18. Jahrhundert | Fachwerkhaus, verkleidet, wohl aus dem 17. oder 18. Jahrhundert                                                                            | BW                             |
| Evangelische Kirche | Eugenstraße 7 Lage                            |                          | Bruchsteinsaal; Gesamtanlage mit Kirchhof und Pfarrhof (siehe Weiherstraße 22)                                                             | weitere Bilder Fotos hochladen |
| Spritzenhaus        | Oberstraße 24 Lage                            | 19. Jahrhundert          | eingeschossiger Walmdachbau, Fachwerk, 19. Jahrhundert                                                                                     | weitere Bilder Fotos hochladen |
| Wohnhaus            | Saarlandstraße 11 Lage                        | 18. Jahrhundert          | Fachwerkhaus, teilweise verkleidet, 18. Jahrhundert                                                                                        | BW                             |
| Pfarrhof            | Weiherstraße 22 Lage                          |                          | Pfarrhof; Wohnhaus, teilweise verputzt und mit Blendfachwerk von 1965 versehen, darunter wohl originales Sichtfachwerk; Wirtschaftsgebäude | weitere Bilder Fotos hochladen |
| Waage               | Weiherstraße, neben Nr. 24 Lage               | um 1900                  | öffentliche Waage; Fachwerkbau, um 1900 | weitere Bilder Fotos hochladen |
| Tunnelportal        | östlich des Ortes Lage                        | um 1860                  | Portal des Daubachtunnels der Lahntalbahn, um 1860                                                                                         | BW                             |
| Villa               | südwestlich des Ortes (Lahntalstraße 12) Lage | um 1905/10               | Reformarchitektur, Gartenpavillon, Stall, um 1905/10                                                                                       | Fotos hochladen                |